# 朱国玺
朱国玺（1932年—），男，江西新干人，中国林业机械专家、林业教育家，曾任东北林业大学校长，中国林学会副理事长。